# Llengües nostràtiques
Les llengües nostràtiques constitueixen una hipotètica família de llengües reconstruïda que presenta una extremada controvèrsia entre els lingüistes històrics. Segons els seus proponents, el nostràtic inclouria una gran porció de famílies lingüístiques d'Europa, Àsia, Àfrica i el nord d'Amèrica.
La hipotètica llengua ancestral de la família nostràtica és anomenada protonostràtic, Segons Allan Bomhard, el proto-nostratic s'hauria parlat entre els anys 15.000 i 12.000 aC, en el període Epipaleolític, prop del final de l'últim període glacial, potser dins o prop del Creixent fèrtil. Seguint la pràctica lingüística estàndard, el protonostràtic hauria estat necessàriament parlat en un període anterior al de les seves llengües derivades, situant-lo així a la fi del Paleolític.
S'anomena sovint el nostràtic com a macrofamília o superfamília, però aquests termes no tenen cap significat científic; simplement denoten una família de llengües que reuneix dues o més famílies lingüístiques, tot i que el seu parentesc no hagi estat demostrat.
Contrastant amb altres macrofamílies, la majoria de versions de la hipòtesi del nostràtic descansa sobre l'aplicació del mètode comparatiu, envoltant les correspondències sistemàtiques de so i significat entre les famílies constituents tant com unes correspondències sistemàtiques de llur gramàtica. No obstant això, la hipòtesi no és acceptada àmpliament per tots els lingüistes. Alguna metodologia emprada per donar-li suport ha rebut dures crítiques, i la majoria de filòlegs històrics hi romanen indecisos.
La impressió predominant sobre la hipòtesi del nostràtic es pot resumir amb la frase en clau d'humor d'Edward Finnegan: «Hi ha massa per no haver-hi res, però no prou per haver-hi alguna cosa».

## Estadis evolutius de les llengües
Merritt Ruhlen proposa diverses fases evolutives de les cultures prehistòriques humanes, amb els seus correlats lingüístics:
- origen del llenguatge, en un o més punts del planeta segons s'accepti la monogènesi i poligènesi lingüística
- la humanitat es divideix en diversos grups a l'Àfrica: els parlants de llengües khoisànides, els pigmeus, els pobles del Congo i el Sàhara
- al mateix temps, uns grups emigren fora de l'Àfrica, compartint tots trets lingüístics
- aquests humans es divideixen en dues branques: els indopacífics i els euroasians, (els partidaris de les llengües boreanes tenen una altra divisió)
- els euroasians posteriorment es fragmenten en àustrics, denecaucàsics (escindits després en les llengües caucàsiques) i un ampli grup que migrarà cap a Occident,
- la branca occidental es fragmenta en els afroasiàtics, els dravídics, els kartvelians, els amerindis i els euroasiàtics, els quals parlen les llengües nostràtiques,
- més endavant, els euroasiàtics es divideixen en indohitites, uralians, els futurs parlants de les llengües altaiques i els pobles esquimals,
- la família indohitita s'agrupa en dues branques, l'anatòlica i la no anatòlica, que serà l'origen de totes les llengües indoeuropees.

Alguns estudiosos han postulat una branca intermèdia, la protoindouraliana, que agruparia els indohities i els uralians.

## De l'indoeuropeu al nostràtic
Es pot interpretar millor el concepte de les llengües nostràtiques en el context del descobriment, mètode d'investigació i aplicació de la família de llengües de l'indoeuropeu. Quan Sir William Jones suggerí per primera vegada la hipòtesi de l'indoeuropeu el 1786, va documentar la seua idea amb un examen sistemàtic comparant paraules de diferents llengües, les quals tenien un sons i significats semblants. Jones sostenia essencialment que aquestes ressemblances eren massa freqüents perquè la mera coincidència expliqui la seua existència, i posà particular èmfasi en la semblança entre patrons morfològics: declinacions i conjugacions. Proposà que les llengües en qüestió haguessin provingut d'una llengua en algun moment en el passat, i que divergiren l'una de l'altra a causa de la separació geogràfica i el pas de temps. La idea d'una «llengua mare» es va veure llavors reforçada.
Un segon argument a tenir en compte implica, segons Jacob Grimm, que les llengües no evolucionen de manera fortuïta, sinó d'acord amb certes regles. Emprant aquestes regles, hom pot teòricament invertir el procés evolutiu i reconstruir la llengua mare. Els lingüistes comparatius ho feren i produïren part de la hipotètica llengua anomenada protoindoeuropeu.
Un tercer concepte suggereix que, mitjançant l'anàlisi de paraules de la llengua protoindoeuropea, hom pot examinar un cert grau del temps i l'emplaçament dels protoindoeuropeus. Les paraules per a conceptes i els objectes que no eren familiars amb aquesta gent rebrien noms essencialment fortuïts amb el temps, quan les llengües es començaven a partir; només les coses que sabien produirien conjunts de so i significat en les seves llengües successives.